# Dzień Św. Stefana
Dzień Św. Stefana – węgierskie święto państwowe obchodzone co roku 20 sierpnia. Poświęcone jest pierwszemu królowi Węgier. W Kościele katolickim wspomnienie króla wypada cztery dni wcześniej, 16 sierpnia.

## Obchody święta
Święto rozpoczyna się mszą w bazylice św. Stefana w Budapeszcie. Po mszy odbywają się główne uroczystości państwowe na placu Lajosa Kossutha. Po uroczystościach państwowych w stolicy odbywają się uroczyste pochody, parady i koncerty. Wieczorem odbywa się pokaz sztucznych ogni. Jest dniem wolnym od pracy na Węgrzech.
Z kolei w Debreczynie w Dzień Św. Stefana organizowany jest z rozmachem karnawał kwiatów –  Debreceni virágkarnevál, mający 100-letnią tradycję.